# Faraba Banta
Faraba Banta (Schreibvariante: Faraba Bantang, Kurzform Faraba) ist eine Ortschaft im westafrikanischen Staat Gambia.
Nach einer Berechnung für das Jahr 2013 leben dort etwa 3681 Einwohner, das Ergebnis der letzten veröffentlichten Volkszählung von 1993 betrug 2276.

## Geographie

### Lage
Faraba Banta, in der West Coast Region, Distrikt Kombo East, liegt ungefähr 1,5 Kilometer nördlich der South Bank Road, Gambias wichtigster Fernstraße. Brikama, die nächste größere Stadt, liegt ungefähr 17 Kilometer westlich.
In rund fünf Kilometer Entfernung liegt südlich der Finto Manereg Forest Park.

### Flora und Fauna
Der Ort mit den umgebenden Reisfeldern und der in der Nähe liegenden Pirang Bolong ist auf das Ziel zahlreicher Vogelfreunde, die die reichhaltige Vogelwelt beobachten wollen. So wurden zum Beispiel der Goldscheitelwürger (Laniarius barbarus), der Schuppenkopfrötel (Cossypha albicapilla), der Pirolsänger (Hypergerus atriceps) und die Afrikadrossel (Turdus pelios) hier gesehen. Auch der Weißaugendrossling (Turdoides reinwardtii), der Nasenstreif-Honiganzeiger (Indicator minor minor), der Gelbstirn-Bartvogel (Pogoniulus chrysoconus) wurden hier gesehen.

## Geschichte
Bei den Proteste in Faraba Banta 2018 kam es zu einem Schusswaffeneinsatz der gambischen Polizei Gambia Police Force, bei dem drei Menschen starben und mehrere verwundet wurden. Hintergrund waren Proteste gegen ein geplantes Bergbauprojekt, das illegal und ohne Zustimmung der örtlichen Gremien zustande gekommen sei. In der Folge trat Landing Kinteh, Generalinspekteur der Polizei, von seinem Posten zurück.

## Kultur
In Faraba Banta ist ein heiliger Hain als Kultstätte unter dem Namen Jibanding Kolong bekannt.

## Bildung
Die Regierung von Yahya Jammeh hatte 2005 vorgestellt, dass hier ein neuer Campus der Universität von Gambia bei Faraba Banta entstehen soll. Dieses Bauprojekt wurde bis 2019 nicht verwirklicht.

## Söhne und Töchter des Ortes
- Bakary K. Njie (* 1945), Politiker und Manager